# Triangulation (Geodäsie)

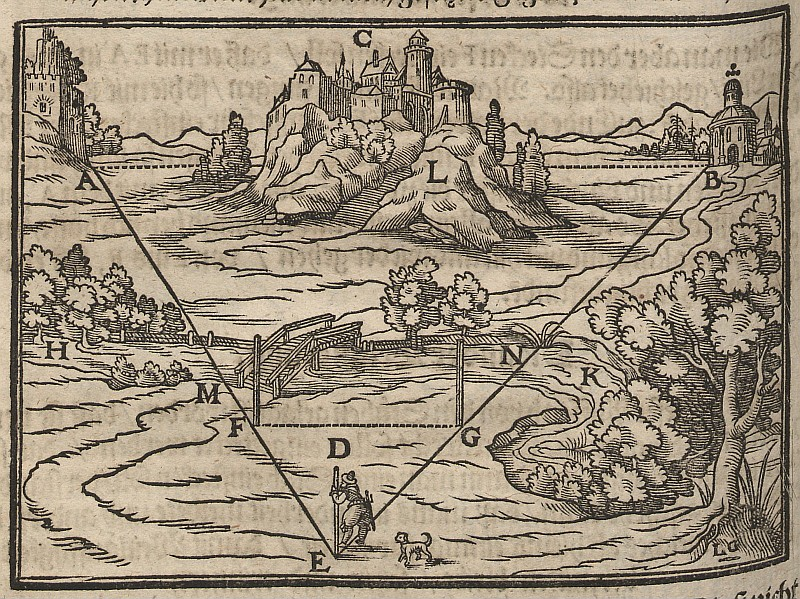
Vermessung eines Geländes mittels der Linien eines Dreiecks (Holzschnitt, 1667)

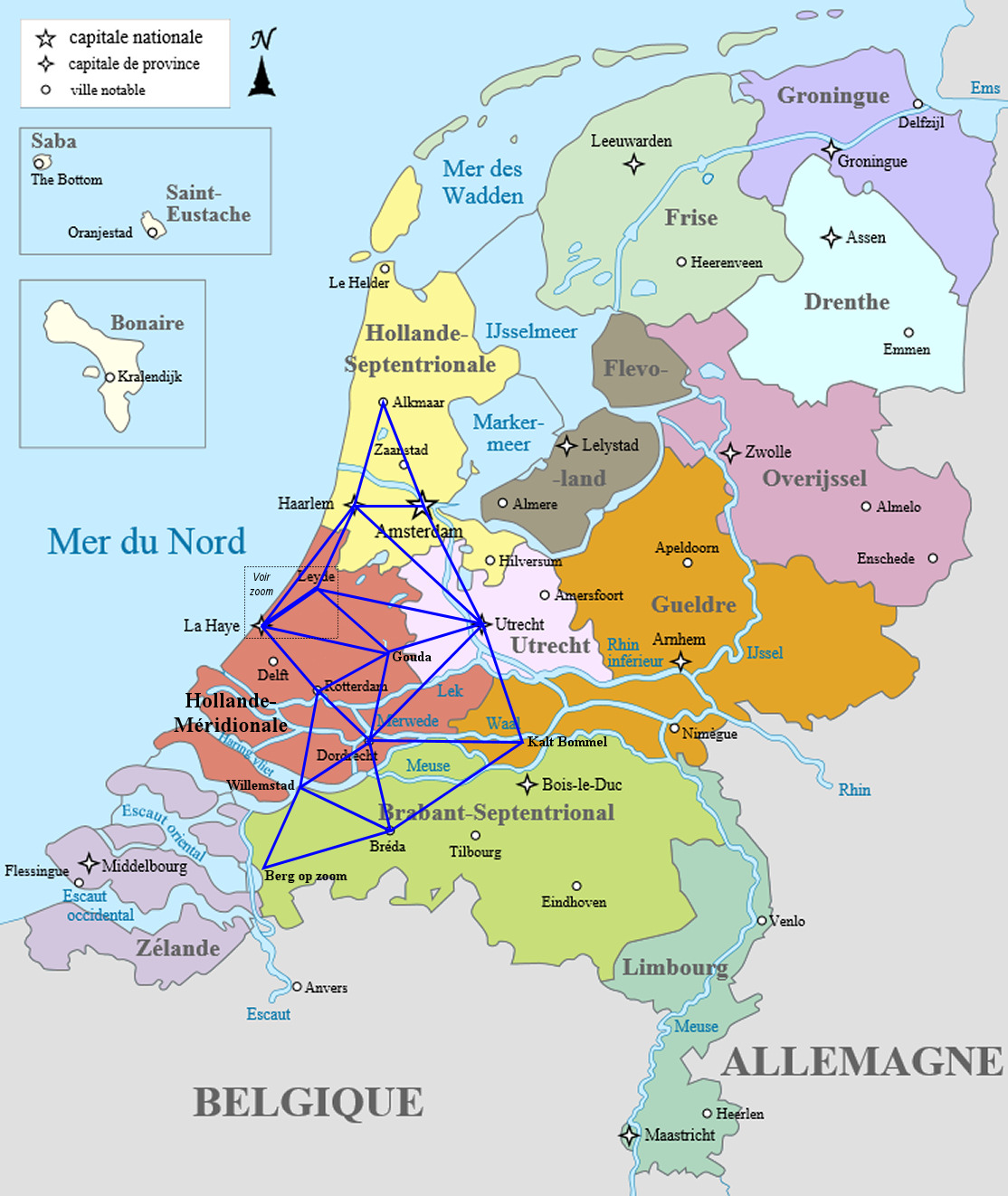
Linien der Triangulation Snellius' von 1615

Die Triangulation (Aufteilen einer Fläche in Dreiecke und deren Ausmessung) ist das klassische Verfahren der Geodäsie zur Durchführung einer Landesvermessung.
In Europa und Amerika wurden solche trigonometrischen Vermessungsnetze von fast allen Staaten im 18. und 19. Jahrhundert etabliert; einige westliche Kleinstaaten und die meisten Entwicklungsländer führten diese Aufgabe auch noch im 20. Jahrhundert durch.
Die Grundlagenvermessung eines Landes in Form von Dreiecksnetzen diente auch der sogenannten Erdmessung (Erforschung der großräumigen Erdfigur) sowie als Basis für die Landesaufnahme (Erstellung genauer Landkarten) und für alle weiteren Vermessungsarbeiten.
Die Methode wurde vermutlich schon um 800 von arabischen Astronomen für die Bestimmung der Erdfigur (Gradmessung) erprobt, mathematisch präzise aber erst um 1617 von Snellius ausgearbeitet. Ihre praktische Anwendung wurde ab den 1970er Jahren sukzessive durch die neuen Verfahren der Satellitengeodäsie abgelöst.
Dieser Artikel bezieht sich im Wesentlichen auf die Anwendung der Triangulation in der Geodäsie bzw. Kartografie und ihre Geschichte.

## Methodik

### Vermessung eines Punktes im Dreieck

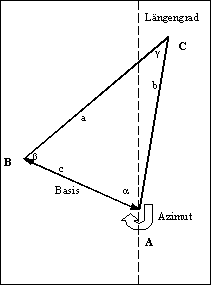
Verfahren der Triangulation in der Geodäsie

Winkel lassen sich im Gelände wesentlich einfacher (berührungslos) und genauer messen als Strecken, besonders wenn diese sehr lang sind. Daher wird für großräumige Vermessungen das Verfahren der Triangulation verwendet: Sind die Winkel zwischen den Seiten eines Dreiecks und die Länge einer der Dreiecksseiten bekannt, kann man die Längen der anderen Seiten mittels trigonometrischer Formeln berechnen.
Bei geringen Entfernungen bzw. in der Ebene genügt einfache Trigonometrie. Betrachtet man von den beiden Enden {\displaystyle A} und {\displaystyle B} der Basis {\displaystyle c} einen Zielpunkt {\displaystyle C}, können die beiden Winkel {\displaystyle \alpha } und {\displaystyle \beta } zur Basis gemessen werden. Den dritten Winkel erhält man mithilfe des Innenwinkelsatzes als {\displaystyle \gamma =180^{\circ }-\alpha -\beta }. Die Strecken {\displaystyle AC=b} und {\displaystyle BC=a} ergeben sich durch einfache Umformungen aus dem Sinussatz
{\displaystyle {\frac {c}{\sin(\gamma )}}={\frac {b}{\sin(\beta )}}={\frac {a}{\sin(\alpha )}}}.
Wird das Dreieck zusätzlich astronomisch (nach der Süd- oder Nordrichtung) orientiert, lassen sich auch die Lagebeziehungen der Dreieckspunkte in einem Koordinatensystem berechnen.
Als Dreieckpunkte werden zum Beispiel die beiden Enden der bekannten Strecke verstanden und der zu vermessende Punkt in der Landschaft. Das Verfahren teilt sich auf in Streckenmessung und Winkelmessung.
Ist noch keine gemessene Strecke vorhanden, wie beispielsweise am Anfang der Landesvermessung, muss sie festgelegt werden. Entweder direkt oder, falls sie zu lang ist, indirekt. Für das erwähnte Beispiel der Landesvermessung wurde eine Basislinie von nur einigen Kilometern Länge zwischen zwei Festpunkten bestimmt und durch Aneinanderlegen von Maßstäben oder mit Messbändern oder -drähten genauestens vermessen. Die ermittelte Länge wurde wiederum durch Triangulation auf die zum Beispiel 50 Kilometer lange Strecke des eigentlichen Messdreiecks übertragen.
Die vertikalen und horizontalen Winkel werden mit dem Theodolit gemessen.
Spezielle moderne Triangulationsverfahren der Geodäsie sind:
- Stellartriangulation: In der Landesvermessung werden die Zielpunkte nicht mit direkter Winkelmessung, sondern durch fotografische Aufnahmen vor dem Hintergrund des Sternhimmels eingemessen
- Satellitentriangulation: In der Satellitengeodäsie ein Verfahren zur Einmessung von Bodenstationen mittels gleichzeitig fotografierter Satellitenpositionen

### Erstellen eines Dreiecksnetzes

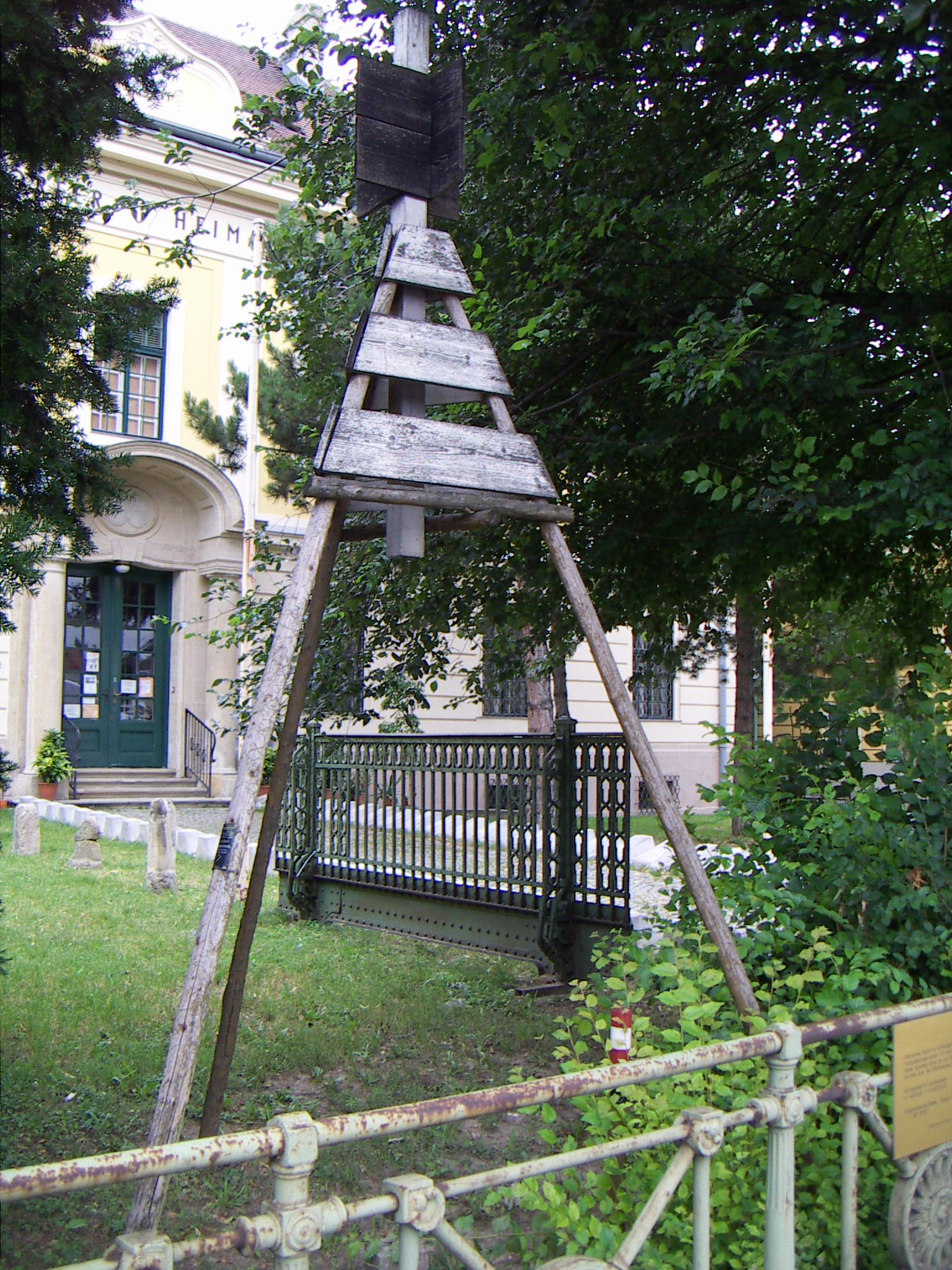
Historische kleine Pyramide

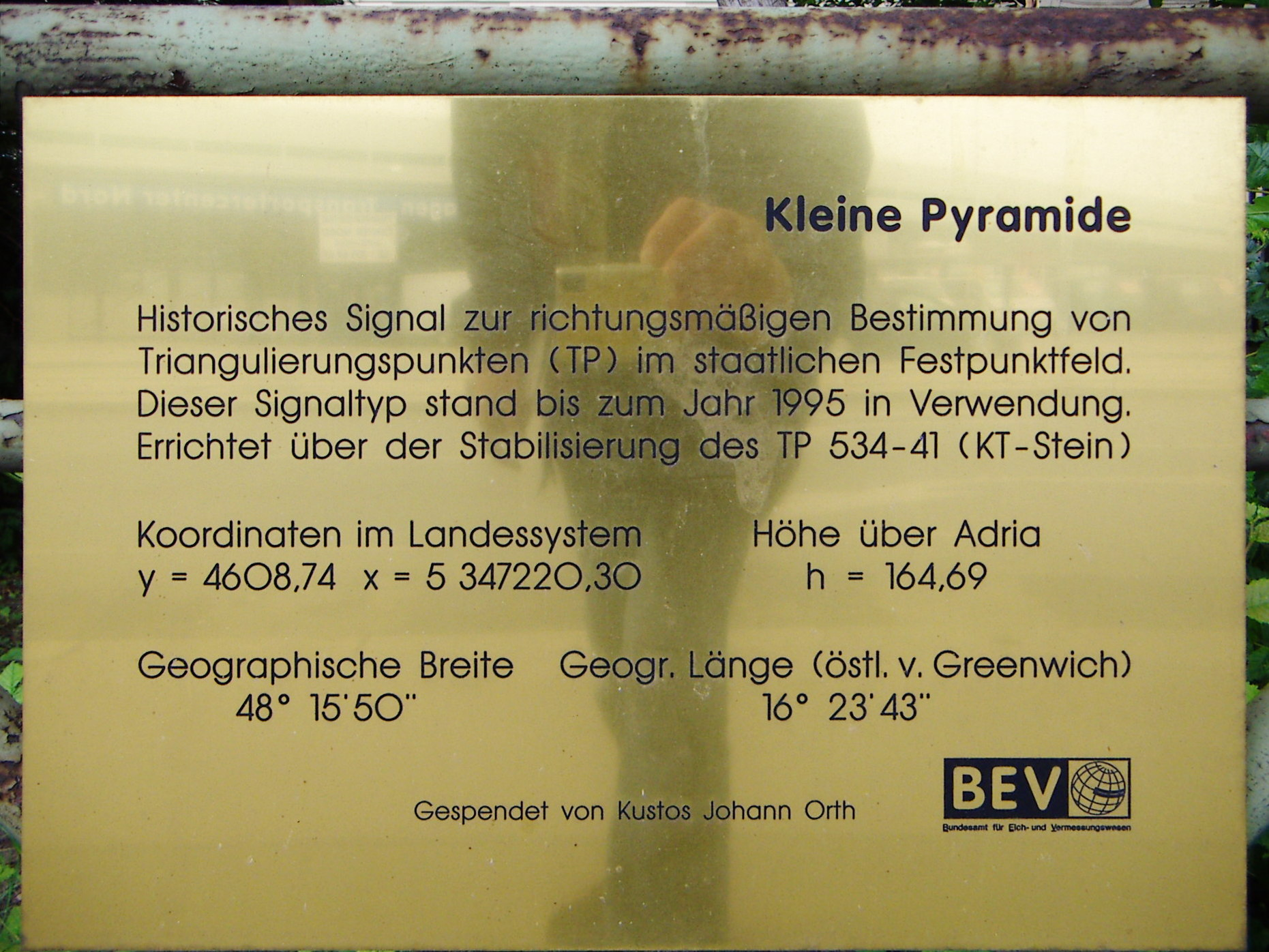
Beschreibungsschild zur kleinen Pyramide

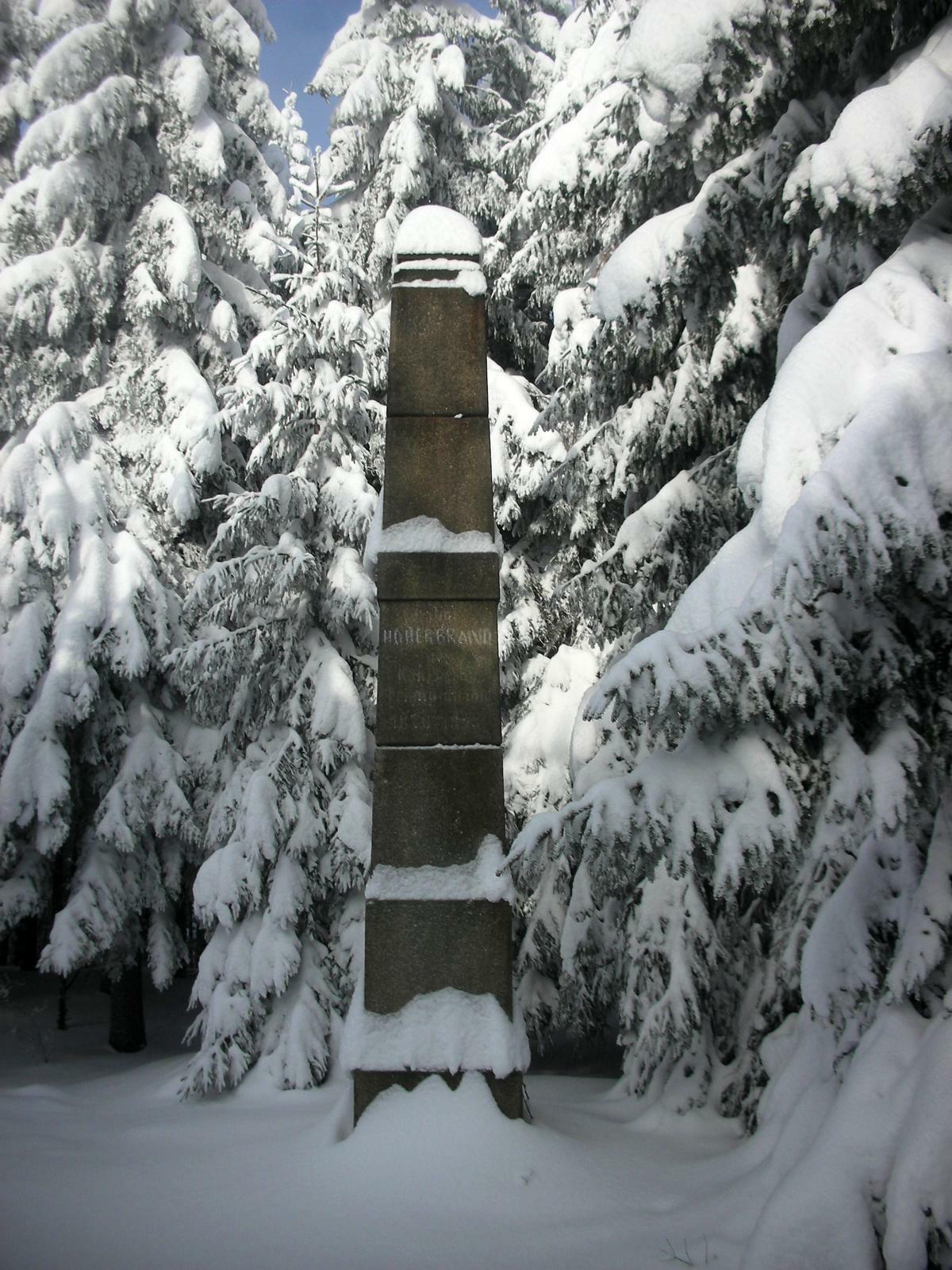
Triangulationssäule am Hohen Brand

Durch Verbinden der Dreiecke mit gemeinsamen Eckpunkten zu einem Dreiecksnetz können die bereits bestimmten Seiten eines Dreiecks als Basis zur Berechnung der benachbarten Dreiecke dienen. So reichte die Basismessung der Großenhainer Grundlinie für die ganze Königlich-Sächsische Triangulation.
Als Dreieckspunkte wurden geodätische Festpunkte auf erhöhten Stellen der Landschaft, beispielsweise Bergkuppen oder ersatzweise Türmen, errichtet. Hohe Bauwerke sind allgemein weniger geeignet, da sie sich senken und dabei ihre Neigung und damit die Lage des erhöhten Punktes verändern können. Von jedem dieser Punkte werden mit einem Theodolit die Winkel zwischen sämtlichen hier endenden Dreiecksseiten ermittelt, indem die jeweils anderen Punkte der Seite angezielt werden. Dazu müssen die Punkte untereinander freie Sicht haben.
Damit sind aber erst die Lagebeziehungen der Punkte untereinander ermittelt. Das Netz ließe sich noch als Ganzes auf der Erdoberfläche verschieben und drehen. Daher wird noch ein Fundamentalpunkt ausgewählt. Mittels astronomischer Beobachtungen wird seine genaue Lage im geodätischen Gradnetz und die Nord-Abweichung der Richtung (Azimut) zu einem weiteren Festpunkt bestimmt.
In der Regel wird das Dreiecksnetz überbestimmt, das heißt, es werden nicht nur die Dreiecke bestimmt, die zu einer einfachen Überdeckung des Messgebietes notwendig sind, sondern alle, die sich durch die gegenseitige Beobachtbarkeit der Punkte ergeben. So kann durch Ausgleichsrechnung die Genauigkeit gesteigert werden.

### Dreiecksnetz und Erdfigur
Um die trigonometrischen Formeln überhaupt anwenden zu können, muss die Berechnung auf einer mathematisch beschreibbaren Fläche durchgeführt werden, der Erdfigur. Zunächst verwendete man als erste Näherung eine Kugel, dann ein Rotationsellipsoid, dessen eine Achse mit der Rotationsachse der Erde zusammenfällt. Setzt man die Länge dieser Achsen in die Gleichungen ein, kann man wiederum durch Minimieren der auftretenden Fehler das bestangepasste Ellipsoid finden.
Die Parameter dieses Ellipsoids (Längen der Halbachsen bzw. Abplattung) zusammen mit den Parametern des Fundamentalpunkts (Lage und Ausrichtung) bezeichnet man als Geodätisches Datum.

### Netz erster und zweiter Ordnung
Das so bestimmte Dreiecksnetz ist das Netz 1. Ordnung. Da seine Punkte sehr weit voneinander entfernt liegen, wird es wiederum durch Triangulation verdichtet zu einem Netz 2. Ordnung mit einem Punktabstand in der Größenordnung von 10 Kilometer, und dieses wiederum zu weiteren Netzen mit geländeabhängigen Punktabständen.
Diese Punkte kann man dann als Festpunkte für kleinräumige Vermessungen verwenden, und in diesem Größenrahmen auch mit den Formeln der ebenen Trigonometrie rechnen, d. h. die Innenwinkelsumme mit 180° annehmen und die Dreiecksseiten mit dem Sinussatz berechnen.

## Geschichte der Triangulation in der Geodäsie

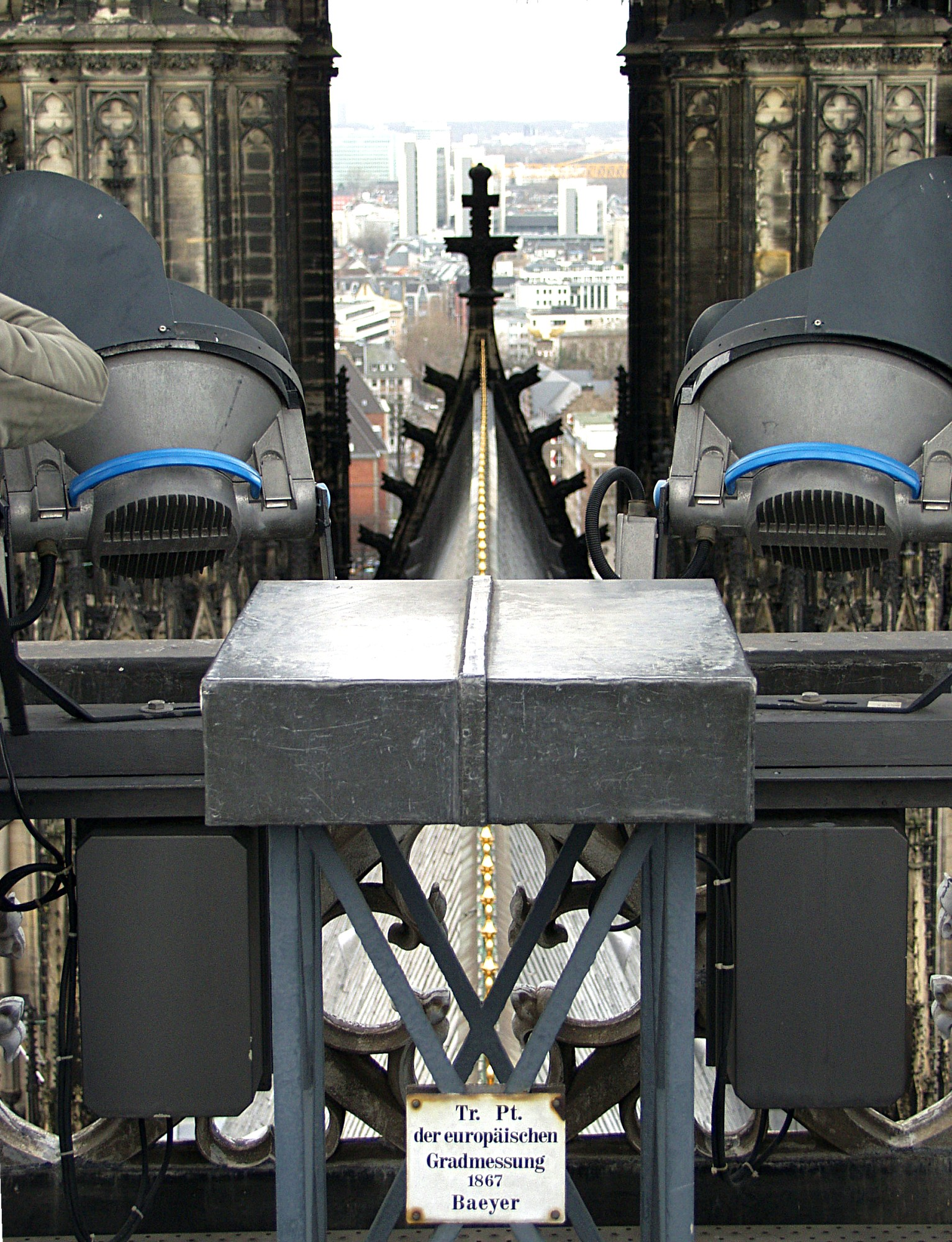
Beobachtungstisch im Vierungsturm des Kölner Doms. Die Tischmitte war schon 1867 das Zentrum der Station für die Europäische Gradmessung und später Nullpunkt für Vermessungen im Rheinland.

Die Grundlagen der Trigonometrie gehen zurück auf die Antike. Hipparch von Nikaia und Menelaos von Alexandria definierten erste Zusammenhänge innerhalb der Gestalt eines Dreiecks. Ptolemäus erweiterte diese Kenntnisse. Von ihm stammt auch eine erste Übertragung auf geographische Zwecke: Er bestimmte mehrere tausend Orte auf der Erde mit Winkelkoordinaten.
Im Mittelalter wurden die Erkenntnisse auch in Europa wieder aufgegriffen, vermutlich durch Kontakt mit Arabern. Zuerst wurden die Kenntnisse lediglich für die Astronomie genutzt, doch im späten 16. bzw. frühen 17. Jahrhundert wurde beispielsweise durch Bartholomäus Pitiscus eine Anwendung im Bereich der Geodäsie und Geographie erdacht.
Zuerst setzte Willebrord van Roijen Snell dies um, um mit der Methode der Triangulation die Länge eines Meridianbogens und damit auch den Erdumfang zu messen. Wegen einiger Mess- und Rechenfehler war das Ergebnis noch relativ ungenau.
Nach einigen weiteren Landvermessern, die diese Methode anwandten, kam es zum Ende des 17. Jahrhunderts zum Durchbruch der Triangulation in der Landvermessung. Erste europaweite Triangulationsnetze entstanden, wobei als Vorreiter hier sicherlich Jean Picard und die Familie Cassini zu sehen sind. Detaillierte und besonders genaue Aufnahmen wie die Tranchot – v. Müfflingische Karte oder die Triangulation des Königreichs Hannover entstanden vor allem zu Beginn des 19. Jahrhunderts, gerade im Zuge der Etablierung konventioneller Verwaltungen der europäischen Staaten, zum Beispiel in Preußen. Europaweit institutionalisiert wurde die Landvermessung durch Triangulation, als sich 1864 und später verschiedene Staaten mit dem Vertrag zur „Mitteleuropäischen Gradmessung“ zu gegenseitiger Kooperation, Nachmessungen und Neuordnungen verpflichteten.
Noch heute stellt die Triangulation die Basis für die Landvermessung dar. Ortsbestimmungen erfolgen heute allerdings meist über satellitengestützte Systeme (GPS). Entfernungsmessungen werden seit Ende der 1960er Jahre oftmals durch elektronische Distanzmessgeräte durchgeführt. Oftmals werden die Ergebnisse der verschiedenen Messverfahren kombiniert.